# Dopiewo (gromada)
Dopiewo – dawna gromada, czyli najmniejsza jednostka podziału terytorialnego Polskiej Rzeczypospolitej Ludowej w latach 1954–1972.
Gromady, z gromadzkimi radami narodowymi (GRN) jako organami władzy najniższego stopnia na wsi, funkcjonowały od reformy reorganizującej administrację wiejską przeprowadzonej jesienią 1954 do momentu ich zniesienia z dniem 1 stycznia 1973, tym samym wypierając organizację gminną w latach 1954–1972.
Gromadę Dopiewo z siedzibą GRN w Dopiewie utworzono – jako jedną z 8759 gromad na obszarze Polski – w powiecie poznańskim w woj. poznańskim, na mocy uchwały nr 33/54 WRN w Poznaniu z dnia 5 października 1954. W skład jednostki weszły obszary dotychczasowych gromad Dopiewo, Dopiewiec, Trzcielin, Więckowice i Zborowo ze zniesionej gminy Dopiewo w tymże powiecie. Dla gromady ustalono 27 członków gromadzkiej rady narodowej.
1 stycznia 1958 do gromady Dopiewo włączono miejscowość Żarnowiec z gromady Jeziorki oraz część obszaru miejscowości Konarzewo (13,2400 ha) z gromady Konarzewo w tymże powiecie.
1 stycznia 1962 do gromady Dopiewo włączono obszar zniesionej gromady Konarzewo w tymże powiecie.
4 lipca 1968 do gromady Dopiewo włączono obszar zniesionej gromady Palędzie w tymże powiecie.
31 grudnia 1971 do gromady Dopiewo włączono miejscowość Skórzewo ze zniesionej gromady Plewiska w tymże powiecie.
Gromada przetrwała do końca 1972 roku, czyli do kolejnej reformy gminnej. 1 stycznia 1973 w powiecie poznańskim reaktywowano gminę Dopiewo.